# Haworth
Haworth es un pueblo situado en el condado inglés de West Yorkshire. Tradicionalmente asociado con las hermanas Brontë (Emily, Charlotte y Anne) Haworth es también un centro turístico.
Situado sobre el Worth Valley entre los desolados páramos peninos, Haworth es internacionalmente conocido por su relación con las hermanas Brontë, que, pese a ser nativas de Thornton, Bradford, escribieron la mayor parte de sus famosas novelas durante su estancia en Haworth, donde su padre era clérigo de la iglesia local.
Haworth es un destino popular de turistas japoneses (Cumbres Borrascosas es considerada una novela de culto en Japón).[cita requerida]

## Sitios de interés
Son característicos los senderos públicos en torno al pueblo. Un gran sitio de peregrinaje lo constituye el Brontë Way, un sendero que recorre sitios de interés, como Brontë Waterfalls, Brontë Bridge y la famosa piedra Brontë Stone Chair, donde (se dice) las hermanas se turnaban para sentarse y escribir sus primeras historias. El sendero dirige finalmente a Top Withens, una desolada ruina fuertemente relacionada con la ficticia granja Wuthering Heights.

## Ciudades hermanas
- Haworth, Nueva Jersey, Estados Unidos
- Aguas Calientes, Perú

- Datos: Q384570
- Multimedia: Haworth / Q384570